# Monumento a Alan Turing
El Monumento a Alan Turing (Alan Turing Memorial), situado en Sackville Park en Mánchester, Inglaterra, es un monumento en memoria de Alan Turing, un pionero de la informática moderna. Se cree que Turing se suicidó en 1954 dos años después de ser condenado por indecencia (es decir, actos homosexuales). Como tal, es tanto un ícono gay como un ícono de la informática, y no es casualidad que este monumento se encuentre cerca de Canal Street, el barrio gay de Mánchester.

## Historia
La estatua fue inaugurada el 23 de junio, el cumpleaños de Turing, de 2001. Fue concebida por Richard Humphry, un abogado de Stockport, quien creó el Fondo Memorial Alan Turing para recaudar los fondos necesarios. A Humphry se le ocurrió la idea de una estatua después de ver la obra de Hugh Whitemore Breaking the Code, protagonizada por Sir Derek Jacobi. Jacobi se convirtió en el patrón del Fondo. Glyn Hughes, un escultor industrial de Adlington cerca de Westhoughton, recibió el encargo de esculpir la estatua. Roy Jackson (que anteriormente había recaudado fondos para combatir el VIH / SIDA y la Conciencia Gay en Mánchester) fue solicitado en la recaudación de fondos para hacer que el monumento se realice. En 12 meses, a través de donaciones y una "lotería del pueblo", se recaudó el dinero. Esto permitió que la estatua se realizara en China. Glyn Hughes había encontrado contactos que podían fabricar y enviar una estatua de bronce idéntica a la que habría costado £50,000 en el Reino Unido. El costo del monumento se logró con las £16,000 recaudadas. 

## Descripción

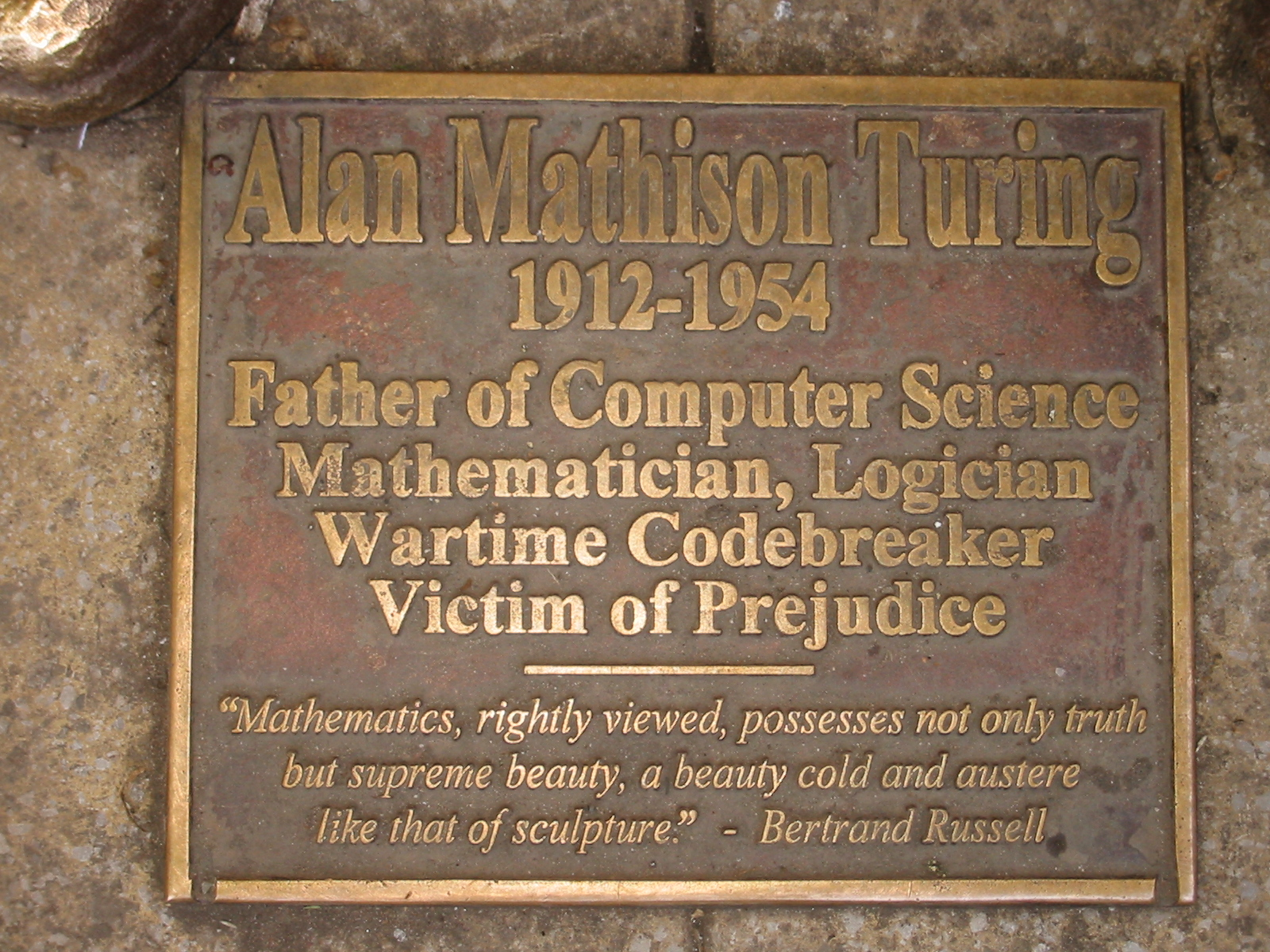
Placa conmemorativa en el monumento.

Turing se representa sentado en un banco situado en una posición central en el parque. A la izquierda de Turing está la Universidad de Mánchester y a su derecha está Canal Street. 
Se muestra a Turing sosteniendo una manzana. El banco de bronce fundido lleva en relieve el texto "Alan Mathison Turing 1912–1954" y el lema "Founder of Computer Science" (Fundador de la informática) como aparecería si estuviera codificado por una máquina Enigma: «IEKYF RQMSI ADXUO KVKZC GUBJ». Sin embargo, esto parece ser una "impresión artística" de un cifrado ENIGMA, en lugar de uno real. ENIGMA no pudo codificar una letra como sí misma y hay una letra "U" en la posición 14 tanto del texto plano como del cifrado. 
Una placa a los pies de la estatua dice: 

"Father of computer science, mathematician, logician, wartime codebreaker, victim of prejudice"
"Padre de la informática, matemático, lógico, descifrador de códigos de guerra, víctima de prejuicios".

También hay una cita de Bertrand Russell que dice: 

"Mathematics, rightly viewed, possesses not only truth, but supreme beauty — a beauty cold and austere, like that of sculpture."
"Las matemáticas, correctamente vistas, poseen no solo la verdad, sino la belleza suprema, una belleza fría y austera, como la de la escultura".

## Galería

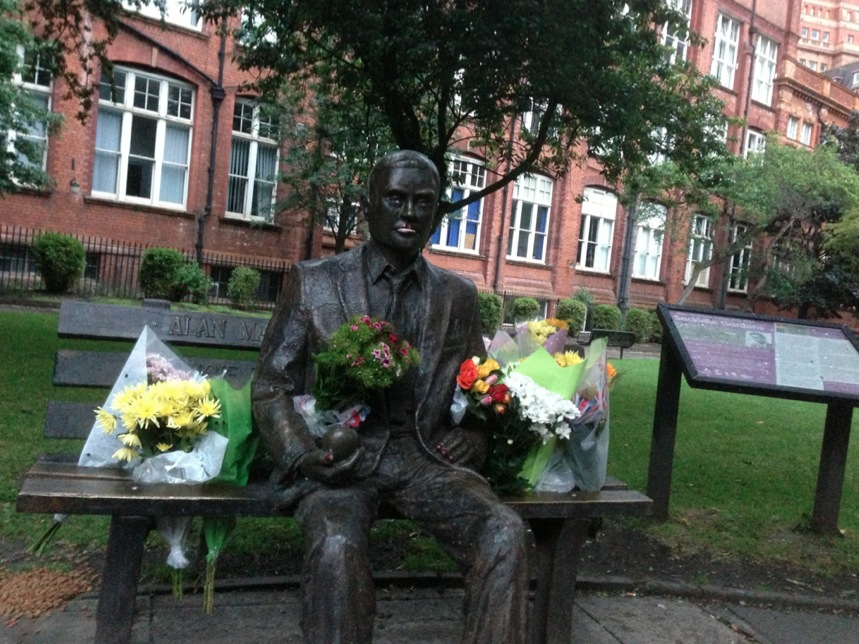
Flores en el Memorial de Alan Turing, 2012.
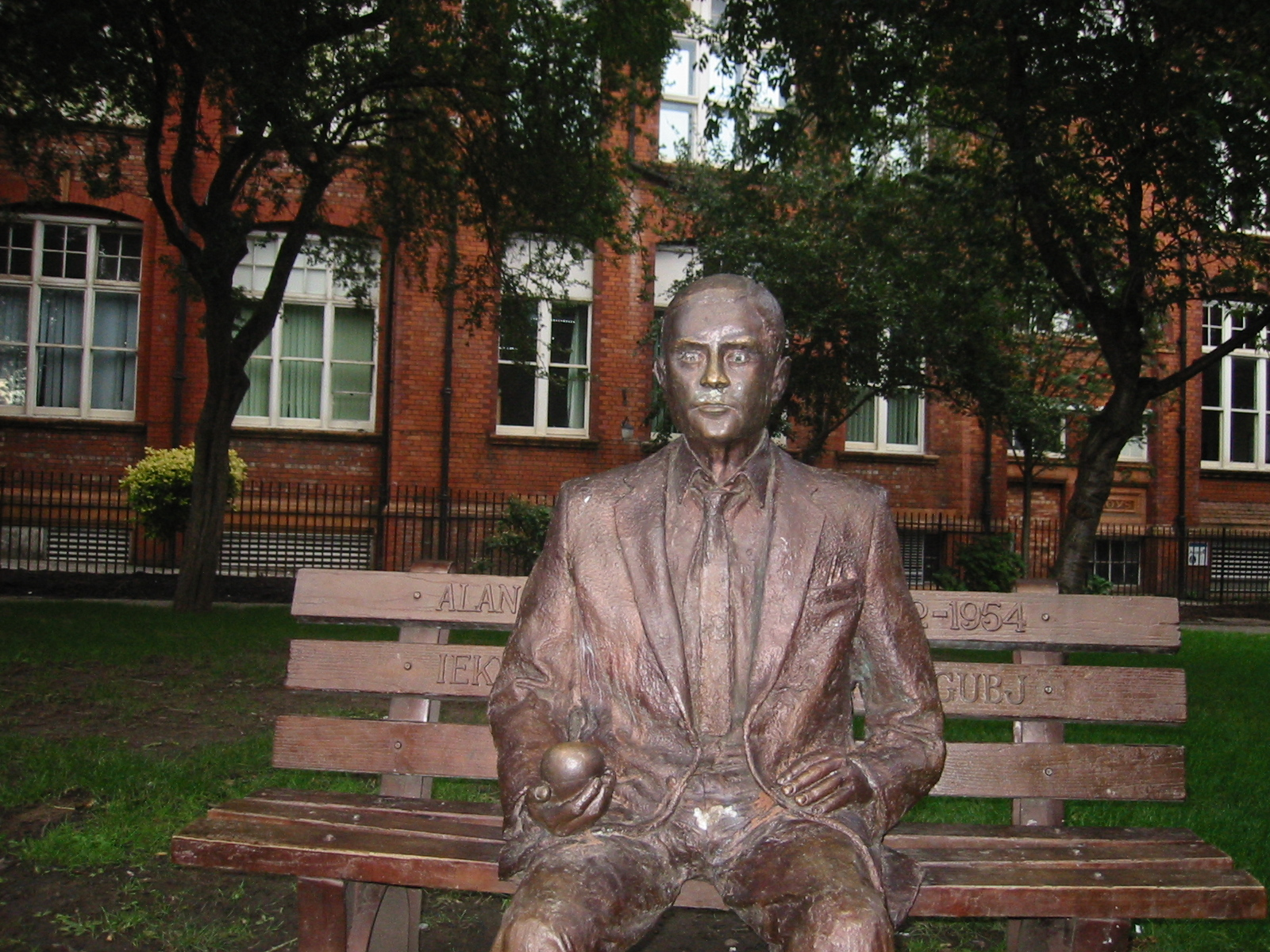
Primer plano de Turing Memorial .
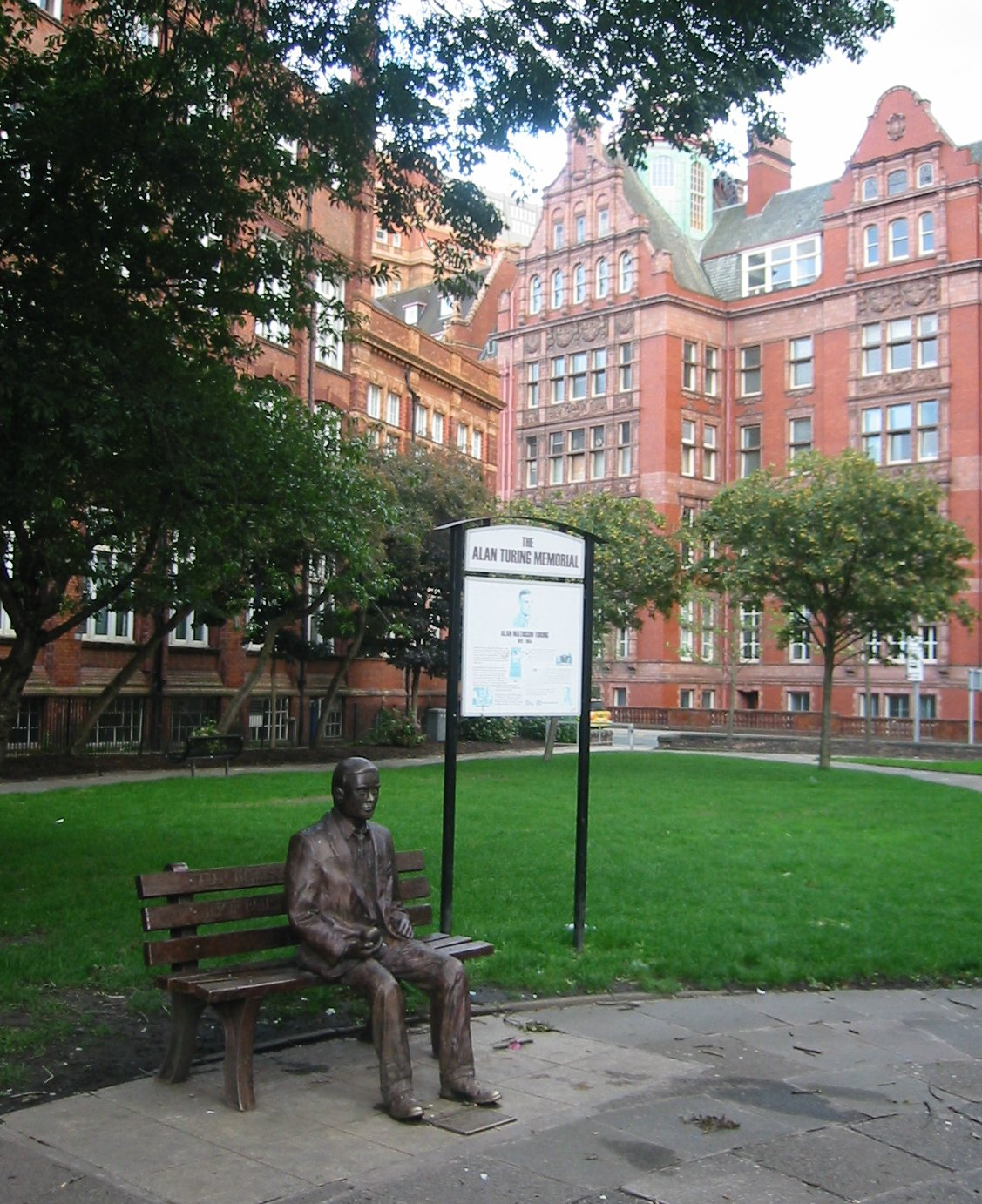
Turing Memorial con la Oficina de Facultad de Ingeniería y Ciencias Físicas de la Universidad de Manchester en el fondo.
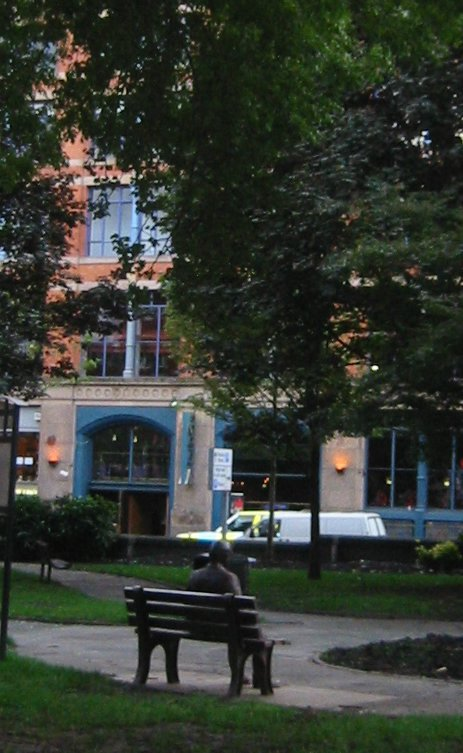
Turing Memorial mirando la calle Sackville.
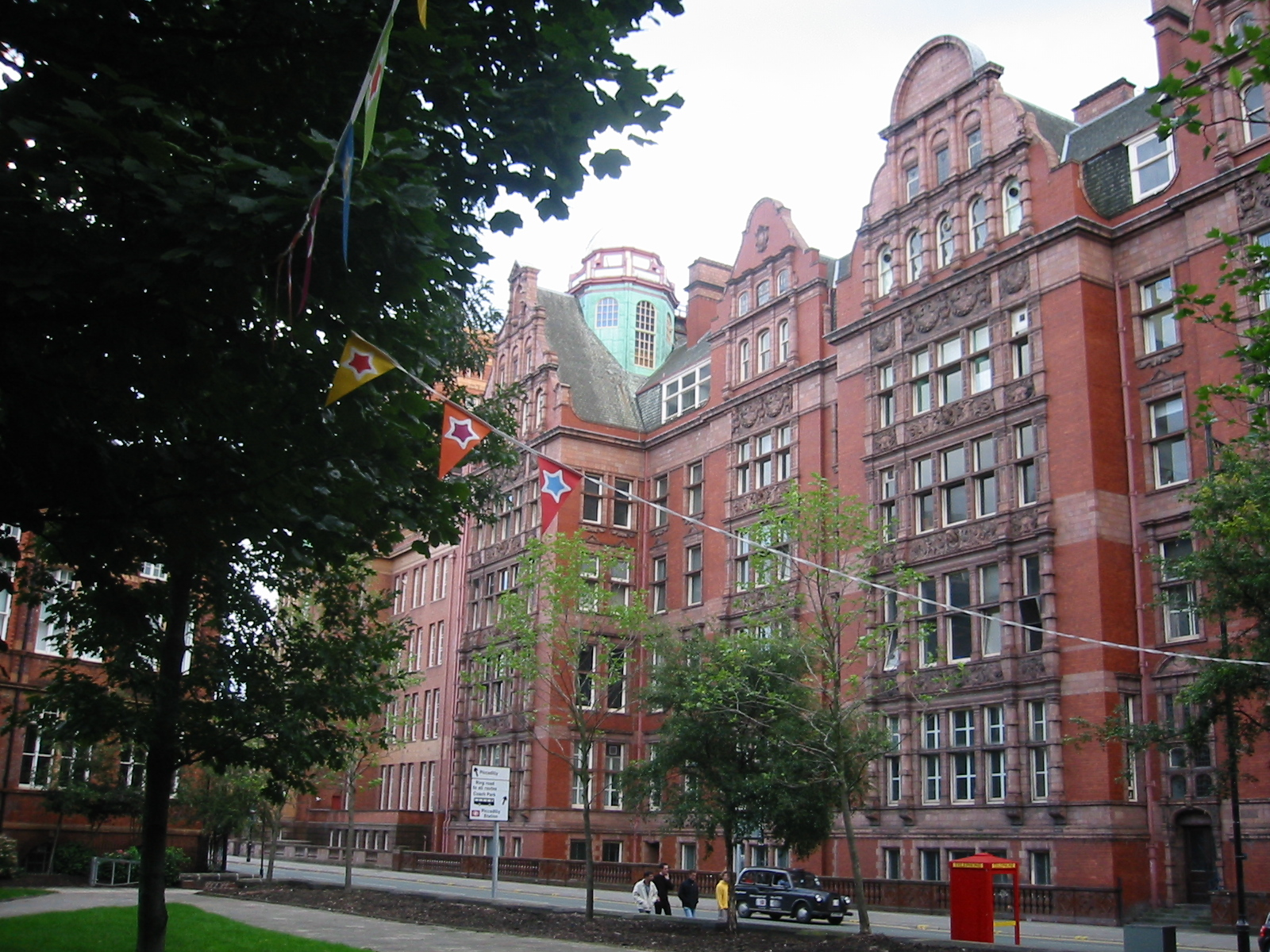
Sackville Park mirando hacia el Edificio Sackville, Universidad de Manchester.
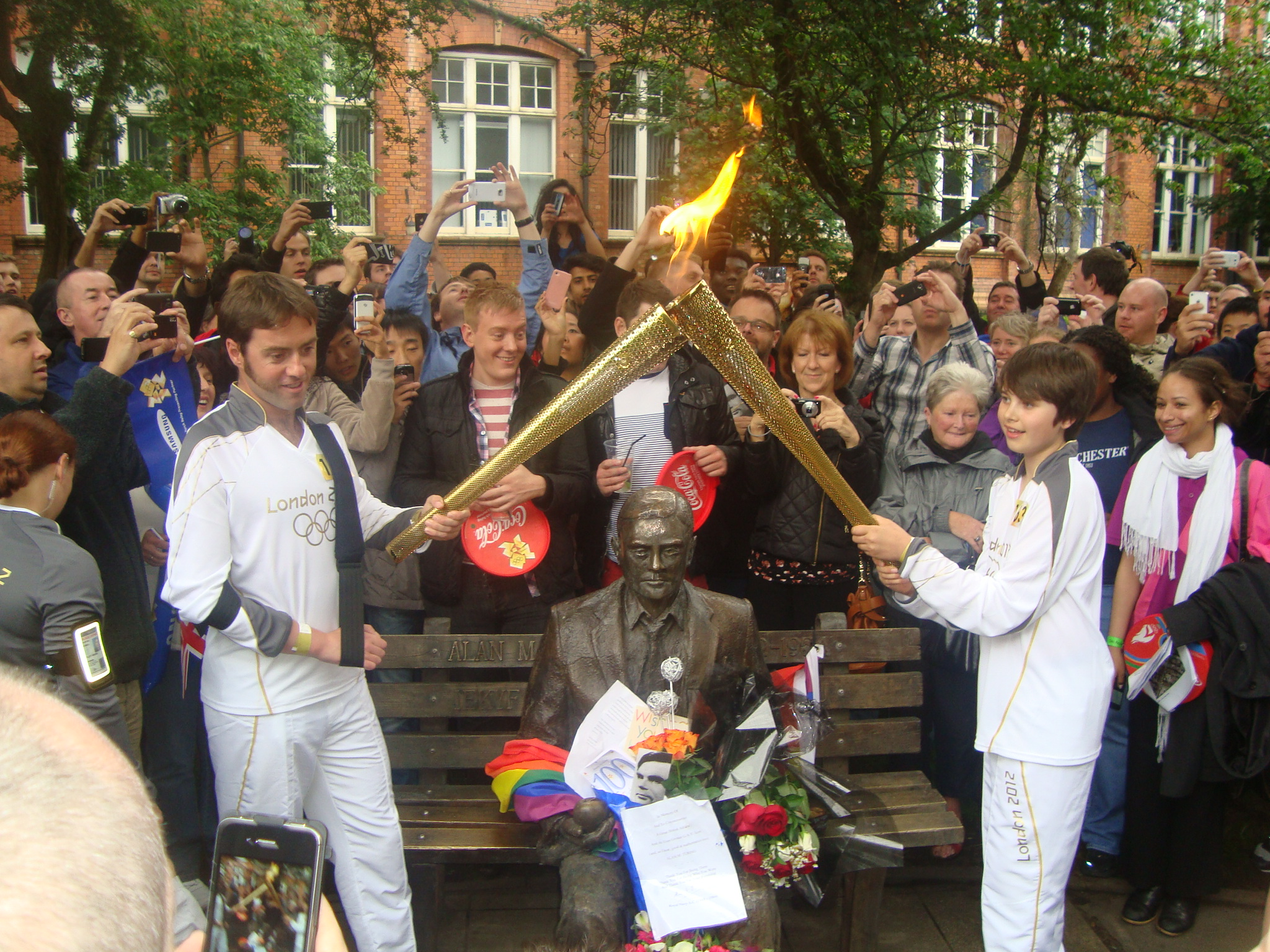
El Londres 2012 Antorcha Olímpica se detuvo en la estatua de Turing en Manchester en su cumpleaños número 100.